# Hasan Atiya Al Nassar

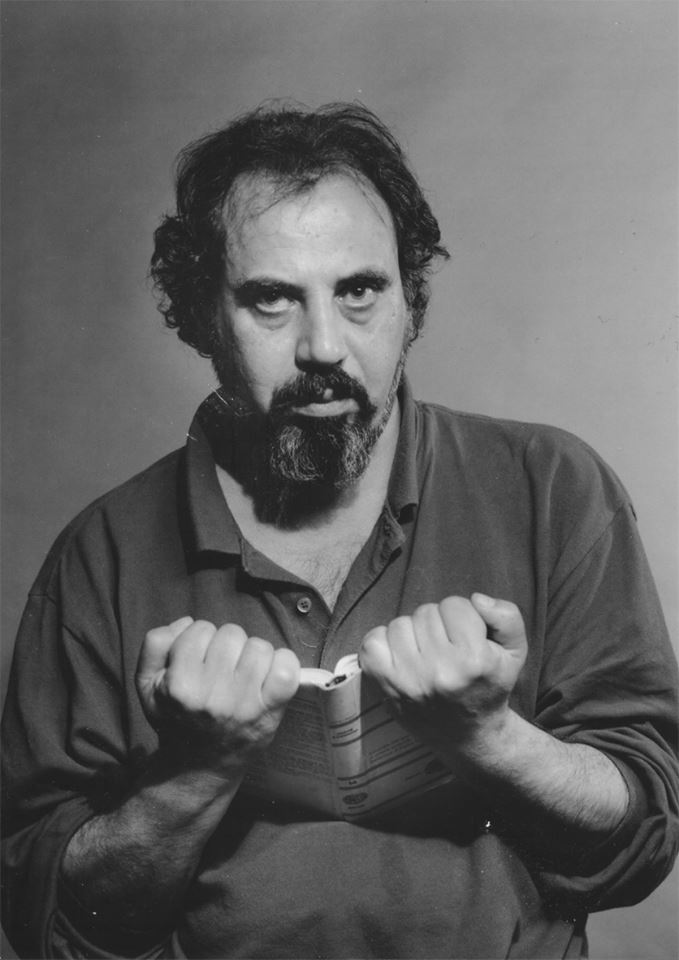
Hasan Atiya Al Nassar

Hasan Atiya Al Nassar (Dhi Qar, 10 febbraio 1954 – Impruneta, 25 dicembre 2017) è stato un poeta iracheno.

## Biografia
Cresciuto nell'Iraq meridionale, si trasferisce per ragioni di studio a Baghdad dove pubblica le prime opere di narrativa e poesia, collaborando come giornalista a varie riviste. Nel 1979 è costretto a fuggire dall'Iraq in quanto oppositore al regime di Saddam Hussein.
Ha vissuto per molti anni a Firenze dove si è laureato in Lettere e Filosofia.
Ha ottenuto un dottorato di ricerca all'Istituto Universitario Orientale di Napoli.
Per molto tempo ha concentrato quasi esclusivamente la propria attività sulla poesia. Ha scritto in arabo e in italiano.
Tematica fondamentale della sua poetica è il dolore dell'esilio, l'anelito di una terra lontana, ma anche la presa di coscienza della fragilità dell'uomo di fronte al mondo circostante, in una condizione d'esilio che va oltre quella puramente geografica.
Le sue opere sono state pubblicate, oltre che in Italia e in Iraq, anche in Siria, Libano, Tunisia, Iran, Regno Unito, Francia, Stati Uniti e Spagna. In Italia ha pubblicato le proprie poesie in riviste specializzate come Eleusis, Varia, D.E.A., Plurale, Si scrive, Le Pagine, Kúmá, Semicerchio e Testimonianze. Ha fatto parte del comitato di redazione di Semicerchio, per cui si è occupato di poesia araba. In Francia ha pubblicato sulla rivista Confluences Poétiques e sul sito CIRCE "Une autre poésie italienne".
L'ultima raccolta pubblicata è Il labirinto, in prima edizione per l'associazione La penultima, 2013, uscito poi in e-book nel 2015 con Matisklo Edizioni. Nel maggio 2018 il libro è stato pubblicato in edizione riveduta e ampliata da Edizioni Ensemble.
Dal 2014 suoi testi sono stati pubblicati sul blog di Bibbia d'Asfalto - Poesia urbana e autostradale a cura di Edoardo Olmi.
È morto nella notte di Natale del 2017 in una clinica vicino Firenze.
Nel 2022 è uscita per la collana di Erranze con Edizioni Ensemble Poesie 1989-2016, raccolta di opere complete a cura di Andrea Gazzoni e Edoardo Olmi, con prefazione di Edoardo Olmi e postfazione di Alice Loda.

## Pubblicazioni
- Hasan Atiya Al-Nassar, Il massacro delle oche selvatiche, Firenze, Lega degli scrittori, giornalisti e artisti democratici iracheni, 1986.
- Hasan Atiya Al-Nassar, Poesia dall'esilio, Firenze, Edizioni DEA, 1991.
- Hasan Atiya Al-Nassar, La letteratura dell'esilio: il caso iracheno, Milano, CUSL, 1996.
- Hasan Atiya Al-Nassar, Quaderno Mediorientale I - "Cittadini della Poesia", Firenze, Loggia de' Lanzi, 1998.
- Hasan Atiya Al-Nassar (con AA.VV, a cura di Pio Baldelli), Immigrati siamo tutti, Firenze, Edizioni DEA., 2000.
- Hasan Atiya Al-Nassar, Roghi sull'acqua babilonese, Firenze, Edizioni DEA, 2003 (II edizione 2005).
- Hasan Atiya Al-Nassar (con AA.VV., a cura di Lia Bronzi), Antologia dei poeti dell'arca, Foggia, Bastogi, 2004.
- Hasan Atiya Al-Nassar (con AA.VV., a cura di Mia Lecomte), Ai confini del verso, Firenze, Le Lettere, 2006.
- Hasan Atiya Al-Nassar (con AA.VV., a cura di Mia Lecomte, Luigi Bonaffini), A New Map: The Poetry of Migrant Writers in Italy, Los Angeles (USA), Green Integer, 2007.
- Hasan Atiya Al-Nassar, (con AA. VV., a cura di Edoardo Olmi e Marco Incardona), Affluenti. Nuova poesia fiorentina, Roma, Ensemble, 2016.
- Hasan Atiya Al-Nassar, Il labirinto, Roma, Ensemble, 2018.
- Hasan Atiya Al-Nassar, Poesie 1989-2016, Roma, Ensemble, 2022.

## Riconoscimenti[8]
- 1991 vince il premio Fanzine Libera l'iDEA, conferito dall'associazione DEA (Didattica - Espressione - Ambiente).
- 1992 vince a Firenze con La foresta del cielo il premio della giuria del Concorso Nazionale di Poesia "Parole", indetto dalla rivista Varia.
- 1993 vince con Corona sull'acqua dell'amore il primo premio del Concorso di Poesia "Città di Castelfiorentino".
- 1994 vince il premio nazionale di poesia in lingua italiana, del Kiwanis Club Service di Acireale, con Aspettando il compagno che non rivedrò più.
- 2003 vince il premio nazionale di poesia Maria Marino della città di Caltagirone.
- 2005 vince il 'Premio Migrante' in occasione dell'Incontro poetico d'Europa, organizzato dal comune di Cervara di Roma in collaborazione con l'Università di Roma Tre.
- 2012 partecipa a Palermo al reading "Multi/versi nel mare tra le terre" in occasione dell'incontro internazionale "Islam in Sicilia: un giardino tra due civiltà".

## Teatro
Hasan Atiya al Nassar ha recitato nella rappresentazione teatrale "Io è un altro", di Barbara Nativi, ispirato alla vita del poeta Arthur Rimbaud.